# Kieth Engen
Kieth Engen (* 5. April 1925 in Frazee, Minnesota; † 2. September 2004 in Murnau am Staffelsee) war ein US-amerikanischer Opernsänger (Bass). 

## Leben
Schon sehr früh zeigte sich sein Gesangstalent, welches von den Eltern gefördert wurde. Der norwegisch-amerikanische Sänger  studierte  Gesang in Kalifornien bei Mc. Murray, dann in Zürich, schließlich in  Wien u. a. bei Elisabeth Radó. Nach seiner Ausbildung war er zunächst als Konzert-Bassist tätig, debütierte doch bald am Stadttheater von Graz. 1955 wurde er Ensemblemitglied der Bayerischen Staatsoper.  Dort stand er bis zu seinem Abschied im Jahre 1996 (seine letzte Rolle war der Gemeindevorsteher in Aribert Reimanns Oper Das Schloss) mehr als 2122 Mal in 125 Partien des Bassfaches auf der Bühne: Herzog Blaubart, Don Alfonso, Don Giovanni, König Phillip, Doktor (in Wozzeck von Alban Berg), Mephisto, König Heinrich, Raimondo, Seneca, Banquo, Basilio, Zaccahria, Don Fernando, Almaviva etc.
Der Bassist wirkte an mehreren Uraufführungen mit. 1957 sang er in München in Hindemiths Harmonie der Welt, 1968 in Stuttgart in der Oper Prometheus von Carl Orff und 1986 wieder in München in Belshazar von Volker David Kirchner.
Kieth Engen sang auch bei den Bayreuther Festspielen und bei Gastspielen an zahlreichen europäischen Bühnen (in Paris, Straßburg, Amsterdam, Turin etc.) und gab darüber hinaus Soloauftritte als Lied- und Konzertsänger. Die Zusammenarbeit mit dem Organisten, Cembalisten und Dirigenten Karl Richter machte ihn als Interpret der Musik Johann Sebastian Bachs bekannt. 
1962 wurde ihm der Titel Bayerischer Kammersänger sowie der Bayerische Verdienstorden verliehen.
Am Anfang seiner Opernkarriere war Engen unter dem Pseudonym Stan Oliver auch jenseits klassischer Musik aktiv. So sang er beispielsweise einige Lieder für die Filme Das alte Försterhaus (1956) und Der kühne Schwimmer (1957). In den Jahren 1956/57 nahm er folgende Schlager bei Polydor auf: 
- Black-Ballade/Im Bombay war es Lili (Nr. 50 145)
- Daddy, geh nicht fort von Alabama/Mein guter Jonny (Nr. 50 351)
- Das Geisterschiff von Ohio/Ein Haus in Havanna (Nr. 50 106)
- Das Lied von Ohio/Männer brauchen wahre Liebe (Nr. 50 415)
- Es gibt nur eine Heimat/Vergißmeinnicht (Nr. 50 160)
- Guter alter Mississippi/Silberner Mond von Missouri (Nr. 50 270)
- Das Geistertheater in Buffalo/Mary Rose, ich komme nach Haus (Nr. 23 486)

Engen war mit der Opernsängerin und Schauspielerin Erika Berghöfer (* 1928) verheiratet.

## Diskografie (Auswahl)
- Matthäuspassion (Deutsche Grammophon Gesellschaft)
- Fidelio (Deutsche Grammophon Gesellschaft)
- Die lustigen Weiber von Windsor (Telefunken)
- Idomeneo (RCA)
- Lohengrin (Acanta)